# داني ألدر
داني ألدر (بالإنجليزية: Danny Alder)‏ هو ممثل أسترالي، ولد في 26 أبريل 1978 في لندن في المملكة المتحدة.

## وصلات خارجية
- داني ألدر على موقع IMDb (الإنجليزية)
- داني ألدر على موقع قاعدة بيانات الفيلم (الإنجليزية)